# Ящиківська селищна рада
| Ящиківська селищна рада — орган місцевого самоврядування у Перевальському районі Луганської області з адміністративним центром у смт Ящикове. Селищній раді підпорядковані населені пункти: - смт Ящикове |

## Склад ради
Рада складається з 20 депутатів та голови.

### Керівний склад ради
| ПІБ                     | Основні відомості                                                                     | Дата обрання | Дата звільнення |
| ----------------------- | ------------------------------------------------------------------------------------- | ------------ | --------------- |
| Гудін Юрій Анатолійович | Селищний голова, 1958 року народження, освіта, безпартійний                           | 26.03.2006   | 31.10.2010      |
| Гудін Юрій Анатолійович | Селищний голова, 1958 року народження, освіта вища, член Комуністичної партії України | 31.10.2010   |                 |

Примітка: таблиця складена за даними джерела